# Eurocopter EC135
Eurocopter EC135 är en tvåmotorig civil helikopter som produceras av Airbus Helicopters (tidigare Eurocopter). 
Den har en utbredd användning inom polis- och ambulansverksamhet. Helikoptern kan flyga enligt Instrument Flight Rules (IFR).

## Utveckling
EC135 kan spåra sin historia tillbaka till tiden före bildandet av Eurocopter. Det började som BO 108 av Messerschmitt-Bölkow-Blohm (MBB) Tyskland i mitten av 1980-talet. En teknisk prototyp (V1) flög för första gången den 17 oktober 1988, driven av två Allison 250-C20R/1 motorer. En andra BO 108 (V2) följde den 5 juni 1991, denna gång med två Turbomeca TM319-1B Arrius motorer. Båda dessa maskiner hade en konventionell stjärtrotor. 
I slutet av 1992 var designutvecklingen över i och med införandet av Fenestrons stjärtrotorsystem. Samma år skapades Eurocopter genom en sammanslagning av MBB och Aérospatiale. I motsats till andra helikoptrar har stjärtrotorbladen inarbetats i stjärtfenan och eftersom de inramas av stjärtfenan har risken för en olycka minskats betydligt. Denna stjärtrotor, kombinerad med flygkroppens rymliga dimensioner, innebär att EC135 har blivit populär bland flygmedicinska helikopteroperatörer. EC135 är den mest sålda helikoptern de senaste 10 åren. 
Två förproduktionsprototyper byggdes. De flög den 15 februari och 16 april 1994, för att testa Arrius 2B och Pratt & Whitney Canada PW206B motorer. Den äldre och mindre kraftfulla motorn Allison modell 250 höll inte måttet och valdes bort. En tredje helikopter följde den 28 november 1994.

## Galleri

Eurocopter EC135
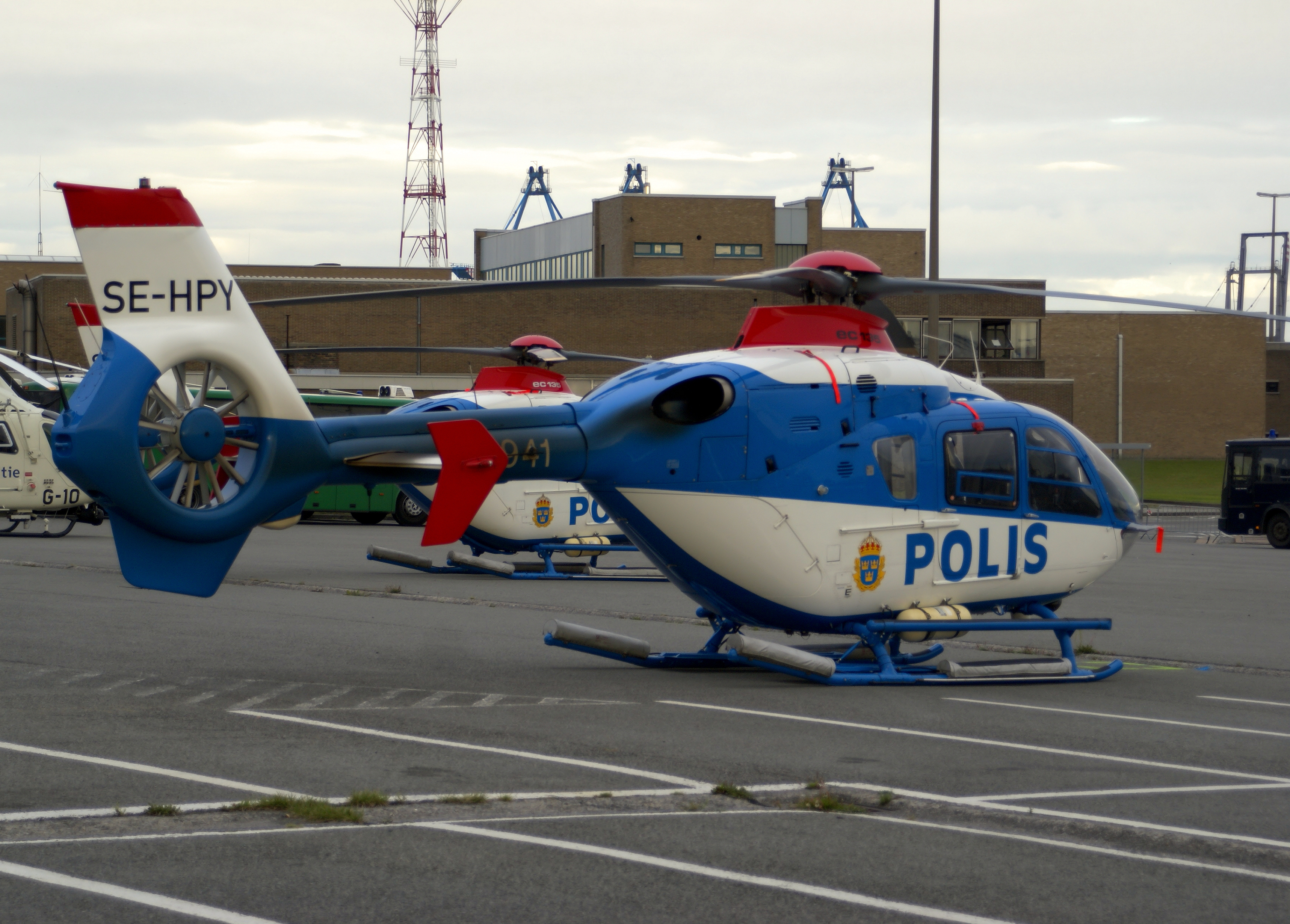
Eurocopter EC135 P2 som användes av Polisen i Sverige fram till 2016.
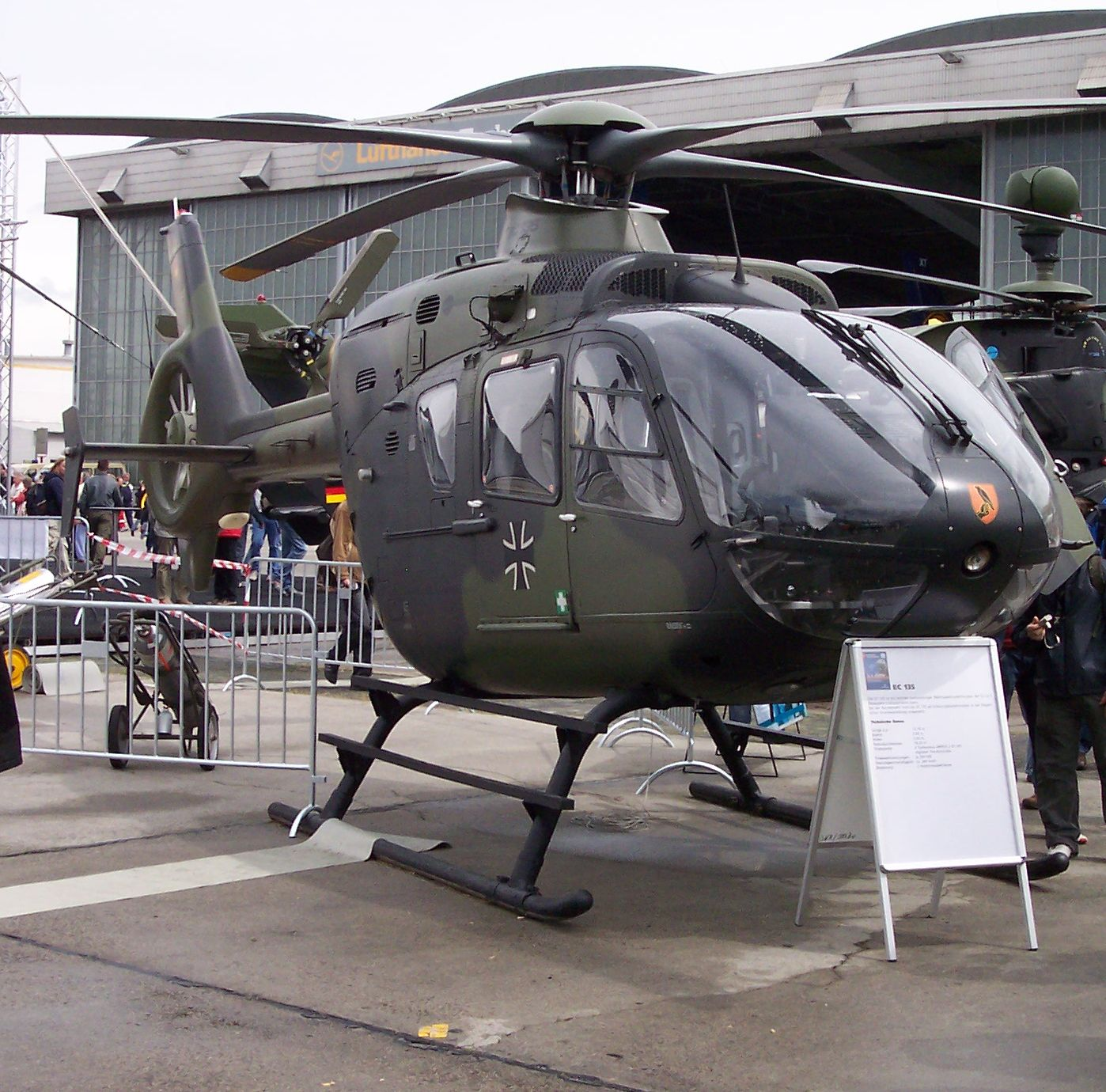
EC135 T1 från den Tyska armén
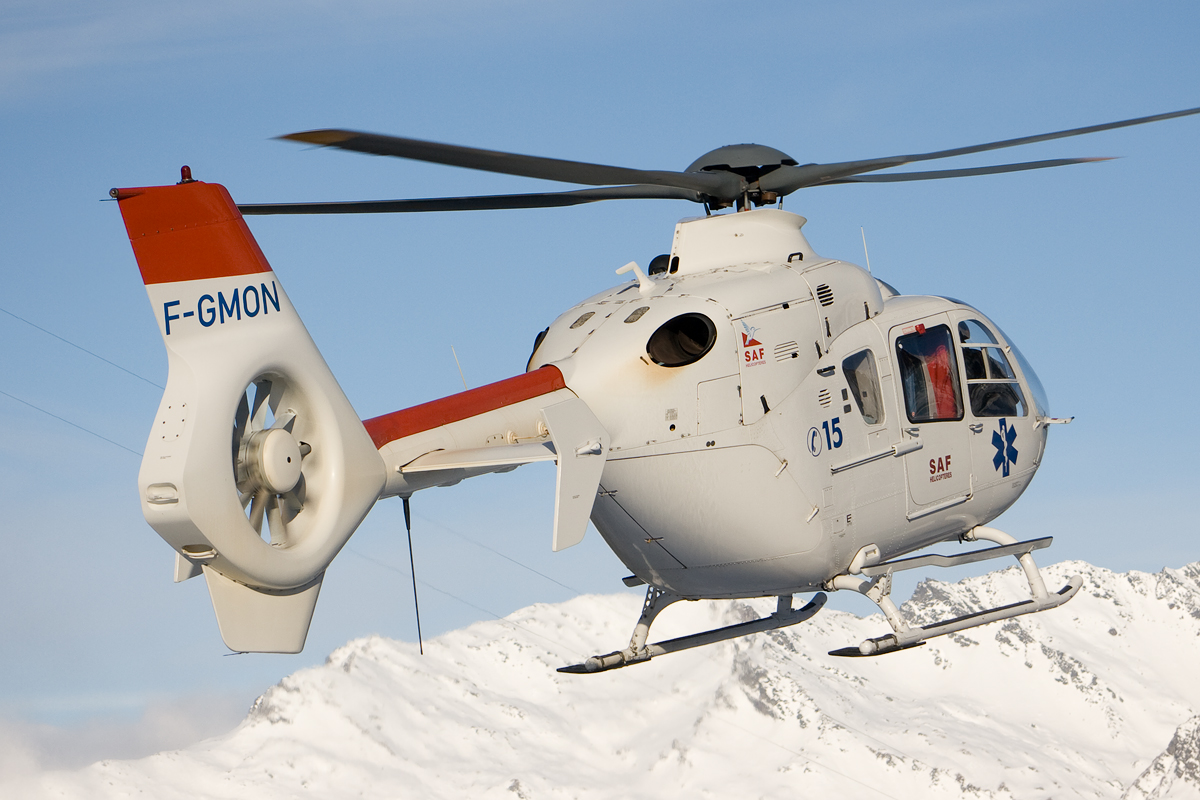
EC135 T1 från Franska SAF Hélicoptères under en räddningsoperation på en skidort
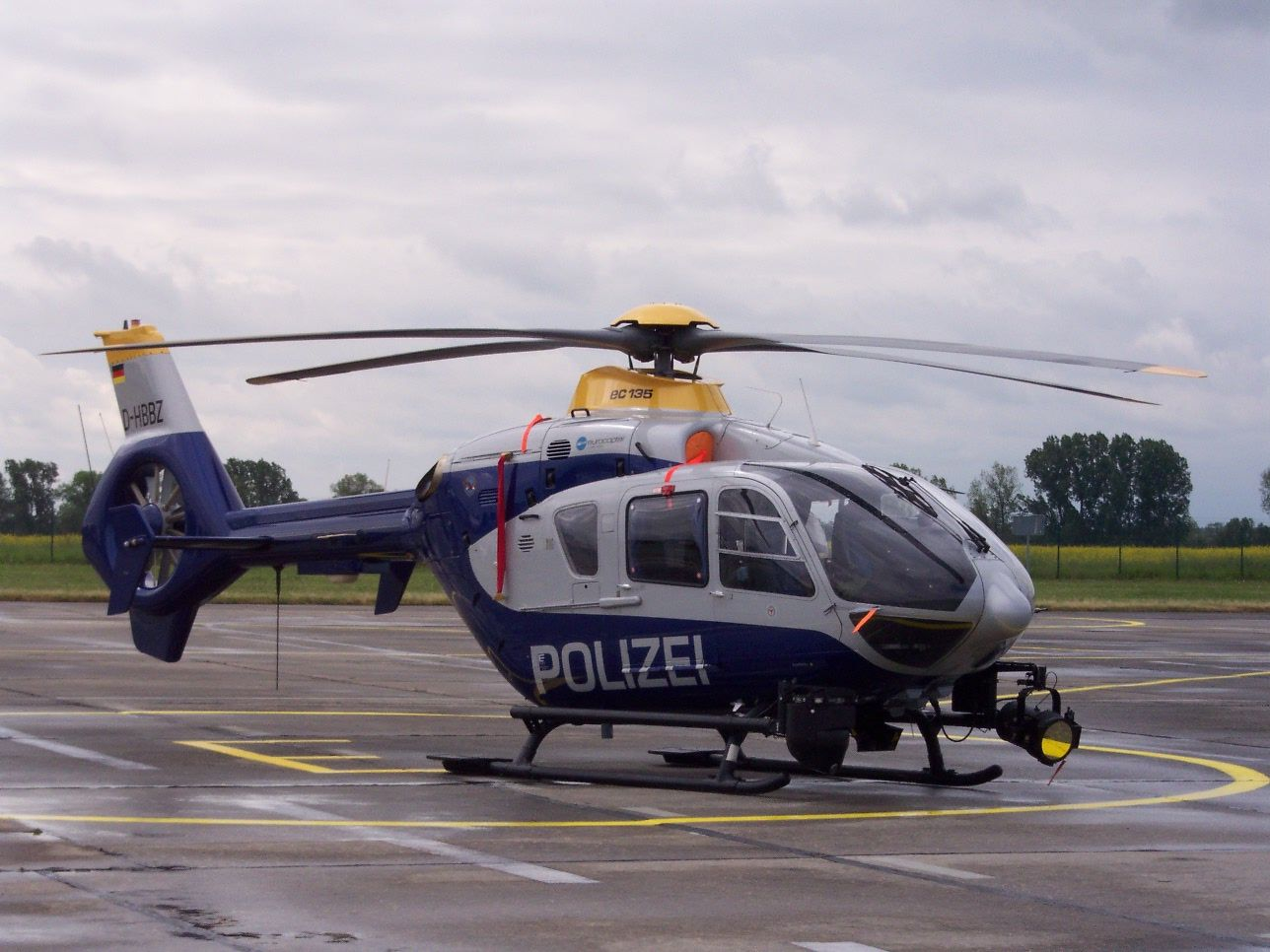
En Eurocopter EC135 från Tyska Brandenburg State Polizei
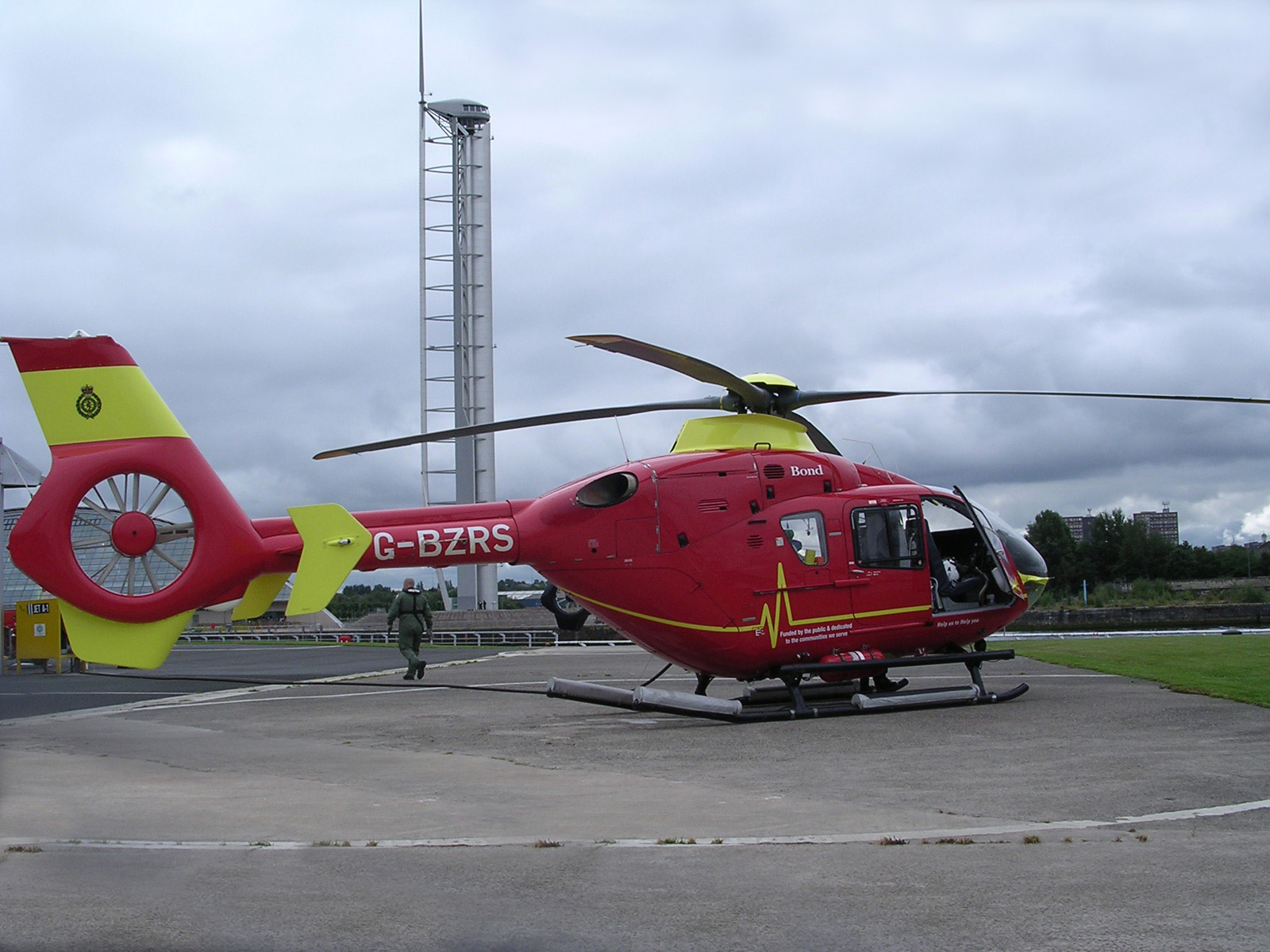
EC135 T2 vid Glasgow City Heliport, ägd av Bond Helicopters, UK
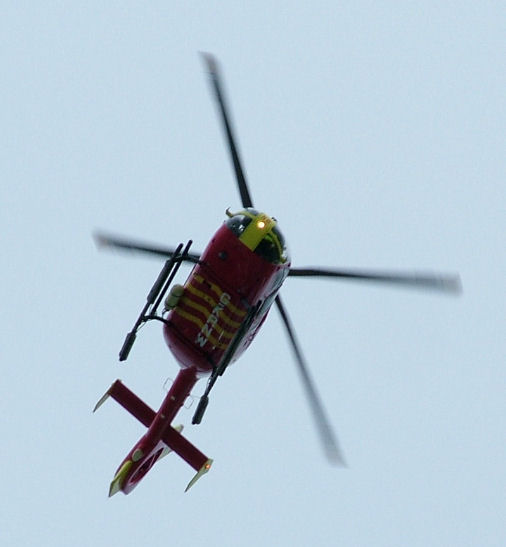
Cornwall Air Ambulance (G-KRNW) under flygning över Polzeath augusti 2008
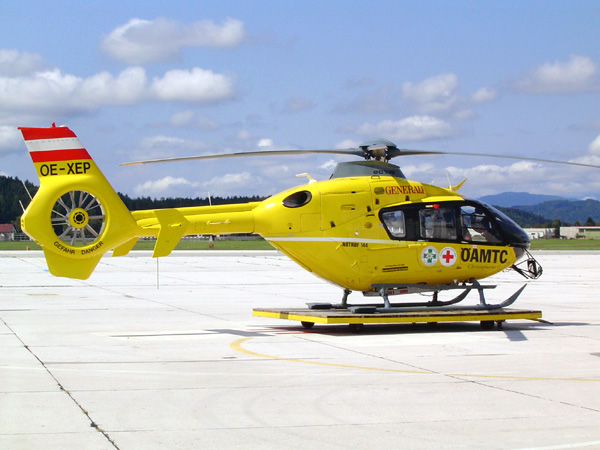
EC135 T2 ambulanshelikopter från Klagenfurt, Österrike
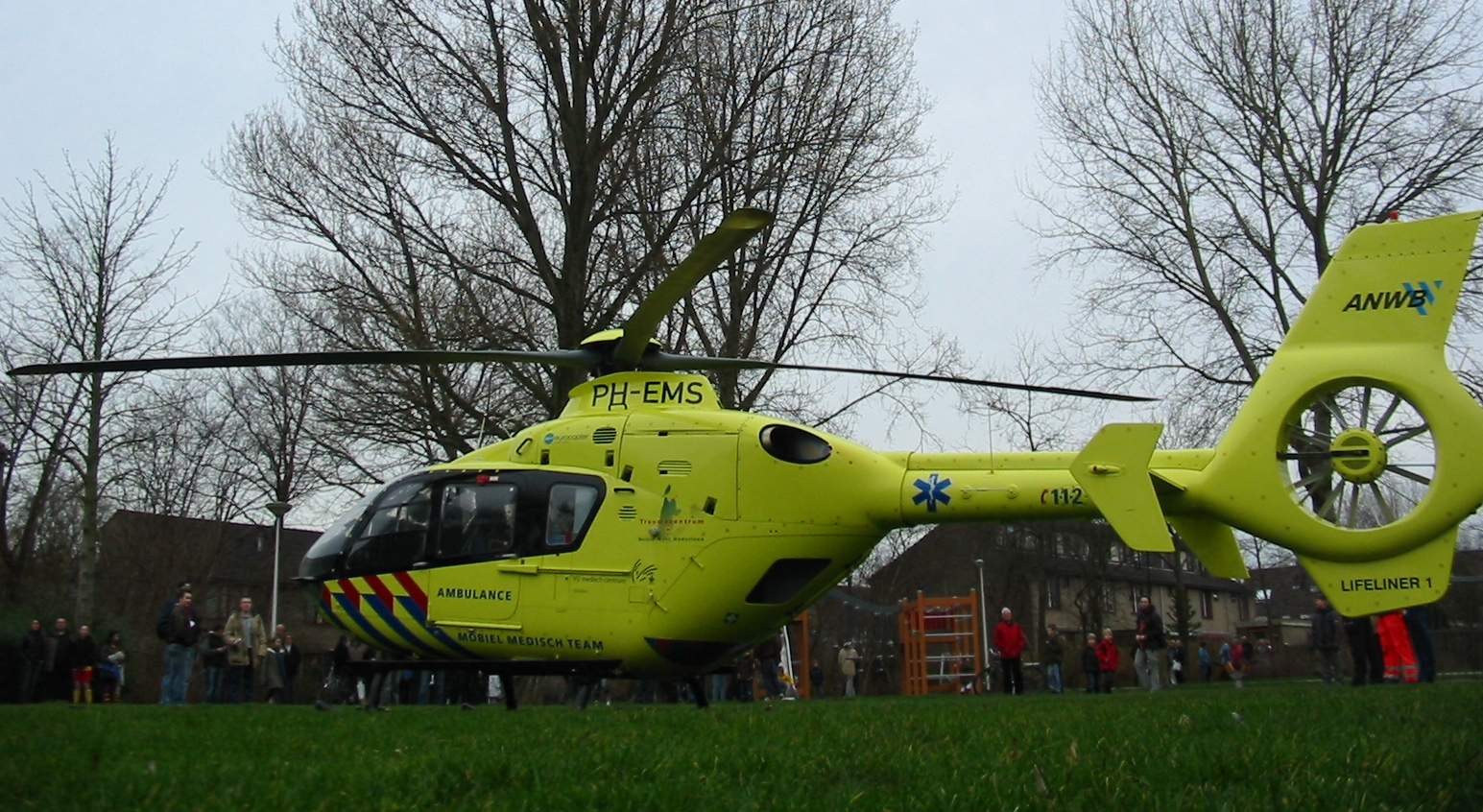
Ambulanshelikopter från Holländska ANWB Medical Air Assistance]
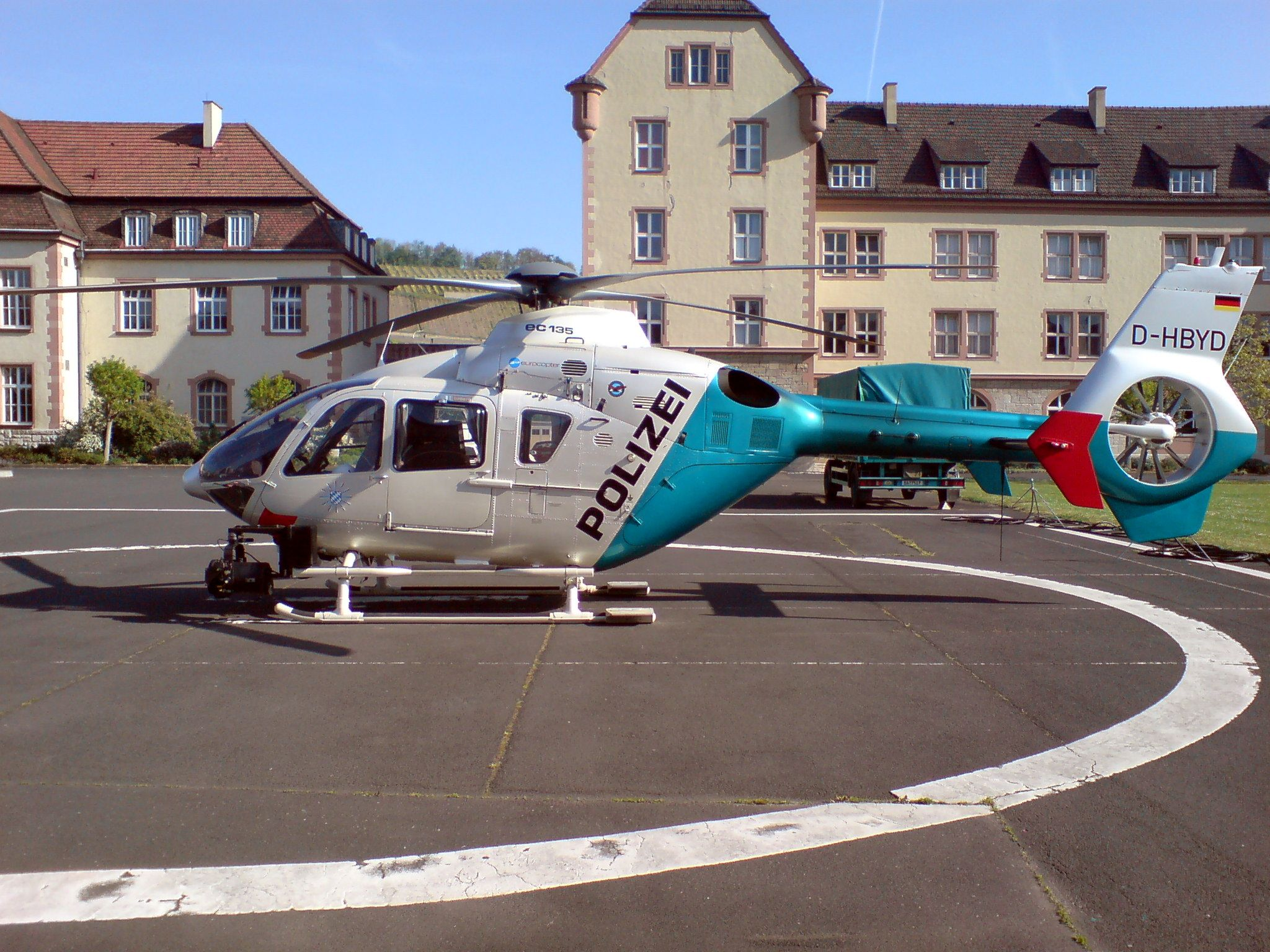
Bavarian State Police Eurocopter EC135 P2, Tyskland
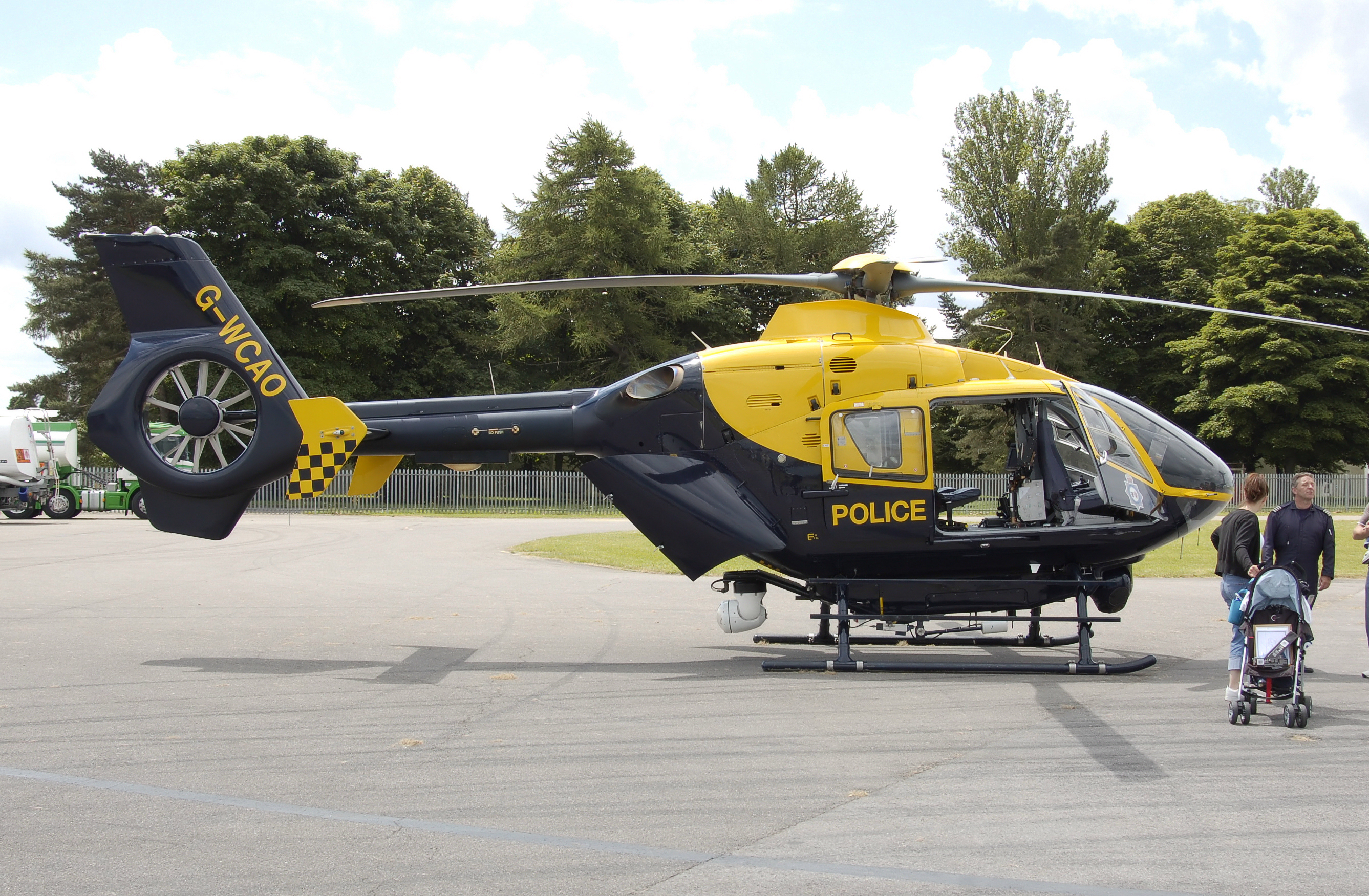
Eurocopter EC135 T2 polis och räddningshelikopter från Avon and Somerset Police och Gloucestershire Police, placerad vid Bristol Filton Airport, England.